# Lispoteleia tamborina
Lispoteleia tamborina är en stekelart som beskrevs av Galloway 1984. Lispoteleia tamborina ingår i släktet Lispoteleia och familjen Scelionidae. Inga underarter finns listade i Catalogue of Life.